# Aeschremon ochrealis
Aeschremon ochrealis là một loài bướm đêm trong họ Crambidae.